# دنمور الأناناس
دنمور الأناساس (بالإنجليزية: The Dunmore Pineapple)‏ هو حماقة التي صنفت "كالبناء الأكثر غرابة في سكوتلندا"،

## وصلات خارجية
- غازيتيير فور سكوتلند
- أناناس اسكتلندي
- لاندمارك تريست - الأناناس